# Sim Iness
Simeon « Sim » Garland Iness (né le 9 juillet 1930 à Keota, Oklahoma – mort le 23 mai 1996 à Porterville (Californie), Californie) était un athlète américain spécialiste du lancer de disque.
Sa famille s'installe en 1934 dans la vallée de San Joaquin, dans la ville de Tulare (Californie) en Californie. Il y devient ami de Bob Mathias.
Il représente les États-Unis lors des Jeux olympiques d'Helsinki en 1952 et y remporte la médaille d'or avec un lancer de 55,03 m. Le 28 juin 1953, il bat le record du monde à Lincoln (Nebraska), avec un lancer à 57,93 m, le premier lancer à plus de 190 pieds.